# Carmen Gracia Tesán
Carmen Gracia Tesán (La Puebla de Híjar, Teruel, Aragón, 20 de octubre de 1914 - Ginebra, 13 de marzo de 2003) fue una soprano de coloratura española.

## Biografía
De muy pequeña se trasladó con su familia a Barcelona. Después de un completo aprendizaje y gracias a sus dotes musicales, tuvo la oportunidad de debutar siendo todavía una adolescente en el Gran Teatro del Liceo el 25 de diciembre de 1940 interpretando el papel de Gilda en Rigoletto. La belleza de su voz, la seguridad en las notas, su atractivo personal así como su aparente naturalidad en la escena cautivaron al auditorio en esta primera actuación.
En el mismo año, 1940, y junto al barítono Pau Vidal, representó en el Liceu y con la misma aceptación El barbero de Sevilla. Y en el mes de octubre, el teatro Principal de Zaragoza, interpretó Lucia di Lammermoor y compartiendo nuevamente el escenario con Vidal, así como con otros cantantes y coros del Liceo.
Muy pronto destacó y sus mayores triunfos, con un amplio repertorio de óperas, los obtuvo en las décadas de 1940 y de 1950, época en que actuó en los mejores escenarios de todo el mundo, entre ellos Teatro de La Scala de Milán y el Metropolitan de Nueva York. También interpretó a Leïla en Los pescadores de perlas en el Teatro Nacional de São Carlos en Lisboa el 4 y 12 de mayo de 1945. Fijó su residencia en Ginebra (Suiza) y allí nació su única hija, fruto de su relación con un italiano. Desde su retirada de los escenarios, se dedicó a dar clases de canto en la mencionada ciudad.